# NK Mladost Tribunj
NK Mladost je nogometni klub iz Tribunja.
Klub igra na stadionu Rupe kapaciteta oko 500 gledatelja.